# Claude Simon
Claude Eugène Henri Simon (n. 10 octombrie 1913, Antananarivo, Madagascar - d. 6 iulie 2005, Paris) a fost un scriitor francez, laureat al Premiului Nobel pentru Literatură în anul 1985.
Claude Simon s-a născut în Tananarive, pe insula Madagascar. Părinții săi erau francezi, tatăl său fiind un ofițer de carieră care a fost ucis în primul război mondial. A crescut cu mama sa și familia ei în Perpignan, în mijlocul cartierului viticol Roussillon. Printre strămoșii săi a fost un general din vremea Revoluției Franceze.
După școala secundară la Collège Stanislas din Paris și după scurte șederi la Oxford și Cambridge, a urmat cursuri de pictură la Academia André Lhote. Apoi a călătorit intens prin Spania, Germania, Uniunea Sovietică, Italia și Grecia. Această experiență, precum și cele din cel de-al Doilea Război Mondial, apar în opera sa literară. La începutul războiului, Claude Simon a luat parte la bătălia de la Meuse (1940) și a fost luat prizonier. A reușit să scape și s-a alăturat mișcării de rezistență. În același timp, a finalizat și primul său roman, Le Tricheur („Înșelatorul”, publicat în 1946), pe care începuse să-l scrie înainte de război.
A locuit la Paris și obișnuia să petreacă o parte din an la Salses, în Pirinei.
În 1960, a fost semnatar al Manifestului celor 121 în favoarea independenței Algeriei. În 1961 Claude Simon a primit premiul L'Express pentru La Route des Flandres și în 1967 premiul Médicis pentru Istorie. Universitatea din East Anglia l-a numit doctor onorific în 1973.
naratorului de Reixach este împușcat de un lunetist ascuns în spatele unui gard viu de păducel sau haie d'aubépines, o referire la întâlnirea dintre Gilberte și naratorul peste un gard viu de păducel din À la recherche du temps perdu de Proust).
Influența faulkneriană este evidentă în utilizarea extinsă de către romane a unei cronologie fracturate cu analepse frecvente și potențial dezorientatoare (momente de discontinuitate cronologică) și a unei forme extreme de vorbire indirectă liberă în care sângerează voci narative (adesea neidentificate) și fluxuri de conștiință. în cuvintele naratorului. Fantoma lui Faulkner este deosebit de mare în L'Acacia din 1989, care folosește o serie de date calendaristice non-secvențiale care acoperă o perioadă cronologică largă în locul titlurilor de capitol, un dispozitiv împrumutat din The Sound and the Fury al lui Faulkner.
Teme
În ciuda acestor influențe, opera lui Simon este extrem de originală din punct de vedere tematic și stilistic. Războiul este o temă constantă și centrală (într-adevăr este prezent într-o formă sau alta în aproape toate lucrările publicate de Simon), iar Simon contrastează adesea experiențele diferitelor persoane despre diferite conflicte istorice într-un singur roman; Primul Război Mondial și Al Doilea Război Mondial în L'Acacia (care ia în considerare și impactul războiului asupra văduvelor soldaților), Războiul Revoluției Franceze și Al Doilea Război Mondial în Les Géorgiques.
În plus, multe dintre romane tratează noțiunea de istorie a familiei, acele mituri și legende care se transmit de-a lungul generațiilor și care conspiră în opera lui Simon pentru a afecta viața protagoniștilor. În acest sens, romanele folosesc o serie de laitmotive care se repetă în combinații diferite între romane (o tehnică folosită și de Marguerite Duras), în special sinuciderea unui strămoș din secolul al XVIII-lea și moartea unei rude contemporane de către un lunetist. foc. În cele din urmă, aproape toate romanele lui Simon prezintă cai; Simon era el însuși un ecvestru desăvârșit și a luptat într-un regiment călare în timpul celui de-al Doilea Război Mondial (ridicolul soldaților călare care luptă într-un război mecanizat este o temă majoră a La Route des Flandres și Les Géorgiques).
Obsesia principală a lui Simon este, însă, felurile în care oamenii experimentează timpul (o altă fascinație modernistă). Romanele se opresc adesea pe imagini ale bătrâneții, cum ar fi „LSM” în descompunere sau bătrâna (acea „Casandra flască și ectoplasmatică”) din Les Géorgiques, care sunt adesea văzute prin ochii neînțelegătoare ai copilăriei. Utilizarea de către Simon a istoriei familiei încearcă în mod egal să arate cum există indivizii în istorie – adică cum s-ar putea simți implicați în viețile și poveștile strămoșilor lor care au murit cu mult timp în urmă.
Critică

Eseistul Christopher Hitchens a criticat deconstrucția de către Simon a relatării lui George Orwell despre războiul civil spaniol, susținând că Simon însuși luptase „de partea forțelor Stalintern”. Într-o referire suplimentară la onorurile literare acordate lui Simon, Hitchens a adăugat: „acordarea Premiului Nobel unei întreprinderi literare atât de umbrite este un scandal minor, care reflectă putregaiul intelectual care fusese răspândit de pseudo-intelectuali”.
1. ↑  Find a Grave, accesat în 29 iunie 2024
2. 1 2  Autoritatea BnF, accesat în 23 octombrie 2021
3. ↑  Autoritatea BnF, accesat în 10 octombrie 2015
4. ↑   https://www.nobelprize.org/nobel_prizes/about/amounts/ Lipsește sau este vid: |title= (ajutor)
5. ↑   https://www.nobelprize.org/nobel_prizes/literature/laureates/1985/ Lipsește sau este vid: |title= (ajutor)
6. ↑   https://www.babelio.com/prix/11/Medicis, accesat în 26 decembrie 2024 Lipsește sau este vid: |title= (ajutor)